# انتخابات شوراهای اسلامی شهر و روستا (۱۳۸۱)
انتخابات دومین دورهٔ شوراهای شهر و روستا در سراسر کشور، طبق موعد مقرر در روز ۹ اسفند ۱۳۸۱ برگزار شد.
این دوره از انتخابات را دولت هشتم (دولت دوم سید محمد خاتمی) برگزار کرد.

## نحوهٔ ورود نامزدان به عرصه انتخابات
در این انتخابات نظارت استصوابی شورای نگهبان نبود، به همین دلیل بسیاری از داوطلبان توانستد در این انتخابات نامزد شوند. به جز جریان موسوم به «راست سنتی»، طیف‌هایی متنوع از جمله نهضت آزادی و نیروهای ملی-مذهبی شرکتی کم‌سابقه داشتند. جبههٔ دوم خرداد نیز با هم به توافق نرسیدند و چند فهرست ارائه کردند.
جناح راست نیز از دادن فهرست خودداری کرد. اما گروه تازه تاسیس منسوب به راست با عنوان ائتلاف آبادگران ایران اسلامی در انتخابات فهرست ارائه کردند. فهرستی که توانست برنده انتخابات این دوره شورای شهر شود. میزان مشارکت در این دوره انتخابات شوراها از ۶۸ درصد در انتخابات دور اول به ۴۹ تقلیل یافت و به تنها لیست اصولگرایان فرصت برنده شدن داد. نیروی محرک این جریان که شورای هماهنگی نیروهای انقلاب اسلامی نام داشت، محمود احمدی‌نژاد بود. وی بعد توانست از همین شوراها شهردار تهران شود.

## برگزاری
مراحل اجرا کامل به عهدهٔ وزارت کشور و نظارت بر عهدهٔ مجلس شورای اسلامی (مجلس ششم) بود. تمامی مراحل اجرا و نظارت به دوش دولت بود.
در این انتخابات با هماهنگی دولت و مجلس از نظارت استصوابی (تأیید صلاحیت) شورای نگهبان خبری نبود. علی تاجرنیا رئیس هیئت نظارت که عضو اصلاح‌طلب مجلس ششم بود آن هنگام گفته‌بود «ما تنها وابستگان به کومله، دمکرات و منافقین آنهم در صورت ارائه اسناد جدید از سوی وزارت اطلاعات را رد صلاحیت کردیم». البته پس از انتخابات وزیر اطلاعات وقت گفت: «ما مرجع تعیین صلاحیت داوطلبان نیستیم و کسانی که در این زمینه، افرادی را تأیید یا رد صلاحیت کرده‌اند، طبق قانون باید پاسخگوی اقدامات خود باشند… از آنجا که دادگاه، نهضت آزادی را غیرقانونی اعلام کرده‌است، ما آن را در سوابق و استعلام از افراد عضو آن، اعلام کردیم زیرا حکم دادگاه، برای ما سند است».
به‌رغم حضور طیف گستردهٔ نامزدان، مشارکت در انتخابات برای سومین بار در تاریخ ایران زیر ۵۰٪ آمد.

## پیروزی اصول‌گرایان در این انتخابات با شکست اصلاح‌طلبان
با وجود اینکه در انتخابات شورای اسلامی شهر و روستا، شورای نگهبان وظیفهٔ احراز صاحیت کاندیداها را بر عهده ندارد، این دوره با پیروزی مطلق اصولگرایان همراه بود. در تهران آبادگران ۱۴ کرسی را از ۱۵ کرسی بردند و در این انتخابات همهٔ ۱۵ نفر لیست انتخاباتی اصولگرایان در شهر تهران انتخاب شدند.

## شرکت نکردن آیت‌الله خامنه‌ای
پس از تأیید صلاحیت عده‌ای از اعضای نهضت آزادی و ملی-مذهبیها، سید علی خامنه‌ای در واکنش به این اتفاق، برای اولین بار در تاریخ رهبری‌اش رای نداد. او در روز انتخابات به کنارک سفر کرد تا با توجه به قانون ممنوعیت رای دادن افراد غیربومی در حوزه‌های دارای کمتر از ۱۰۰ هزار نفر جمعیت، به صورت موجه در انتخابات شرکت نکرده باشد. خامنه‌ای با حضور در یکی از شعب اخذ رای کنارک از برخی تأیید صلاحیت‌ها انتقاد کرد.

## پی‌نوشت و منبع
1. ↑  «نگاهی آماری به ۲۵ انتخابات گذشته در جمهوری اسلامی». رادیو فردا. دریافت‌شده در ۲۰۲۲-۱۰-۰۳.
2. 1 2  حکمت، سپهر (۱۵ بهمن ۱۳۹۱). «گفتمان عدالت و معنویت (۲۰) شوراهای دوم و «تغییر معادلات سیاسی»». روزنامهٔ ایران (۵۲۹۰): ۲.
3. 1 2  مهدی سعیدی (۱۲ آذر ۱۳۹۲). «اصلاح‌طلبان و انتخابات شوراهای چهارم». هادی‌نیوز.
4. ↑  جامعه‌شناسی ۲۲ خرداد، پرویز امینی، انتشارات آفتاب توسعه. شابک: ۹۷۸–۹۶۴–۷۸۶۷–۲۰–۷
5. ↑  باستانی، حسین (۲۷ اسفند ۱۳۹۸). «'پیش‌بینی'‌های آیت‌الله خامنه‌ای». bbc.com/persian. بی‌بی‌سی. دریافت‌شده در ۲۹ اسفند ۱۳۹۸.
6. ↑  http://farsi.khamenei.ir/news-content?id=9423

- «دفتر حفظ و نشر آثار آیت‌الله العظمی خامنه‌ای».
- «انتخاباتی که رهبری در آن شرکت نکرد».
- کتاب جامعه‌شناسی ۲۲ خرداد، پرویز امینی، انتشارات آفتاب توسعه. شابک: ۹۷۸–۹۶۴–۷۸۶۷–۲۰–۷